# Тис флоридский
Тис флоридский (лат. Taxus floridana) — редчайший вид тиса.
Растения данного вида обнаружены лишь во Флориде на восточном берегу реки Апалачикола на участках площадью всего около 10 км² на высоте 15-30 м над уровнем моря. Вид находится под критической угрозой исчезновения (охранный статус — CR). Это единственный вид тиса, произрастающий во Флориде.
Тис флоридский представляет собой кустарник или дерево высотой около 6 м, реже — до 10 м. Диаметр ствола — 35-40 см, кора тонкая, чешуйчатая, коричневая, хвоя длиной до 2 см, толщиной 1-2 мм, семена имеют форму эллипса, длиной 5-6 мм, шишки похожи на ягоды. Долгое время тис флоридский считался подвидом тиса канадского, но растёт медленнее и имеет меньшие размеры. Тис флоридский, как и остальные тисы, ядовит, кора содержит паклитаксел, используемый в медицинских препаратах. Растения предпочитают кислые почвы и полутень.